# مکانیک کاربردی و ترمودینامیک پیشرانش
مکانیک کاربردی و ترمودینامیک پیشرانش کتابی از فیلیپ هیل، کارل پیترسون با ترجمهٔ کریم مظاهری، محمدعلی ایوبی است که در سال ۱۳۷۷ منتشر و در مراسم کتاب سال جمهوری اسلامی ایران به‌عنوان کتاب برگزیده معرفی شد.